# Tomás de Álava y Arigón
Tomás de Álava y Arigón (1638 - 17 de enero de 1710) fue consejero en la Real Hacienda de España. Fue comisario en la restauración de la Casa de la Real Casa de la Panadería el la Plaza Mayor, tras su segundo incendio acaecido el agosto de 1672.  

## Biografía
Nace en la Parroquia de San Andrés de padre Pedro de Álava y Arigón (Caballero de la Orden de Santiago) y tesorero de Felipe IV. 
En 1665 consiguió ser nombrado caballero de la Orden de Santiago por consejo de su padre. Tuvo el cargo de ser Consejero del Real de Hacienda. Llegó a ser Tesorero General de la Provincia de Panamá.